# Tragédie lyrique
Een tragédie lyrique, lyrische tragedie, ook wel tragédie mise en musique genaamd, was het belangrijkste operagenre aan het Franse hof van de 17e en 18e eeuw.
Dit genre in de barokopera werd door Lully uit elementen van de Franse tragedie, het komedieballet, het ballet de cour en de Italiaanse opera ontwikkeld en voortgezet door Rameau.
De tragédie lyrique bestond uit een proloog, die meestal betrekking had op actuele gebeurtenissen aan het hof, en vijf bedrijven. De onderwerpen kwamen meestal uit de Griekse en Romeinse mythologie. Belangrijke bestanddelen van de tragédie lyrique zijn de korte aria's en duetten, de declamatorische monologen en de intermezzo's met dans en pantomime.